# Ruta del Patrimonio Industrial del Ruhr

Cartel indicador de la Ruta

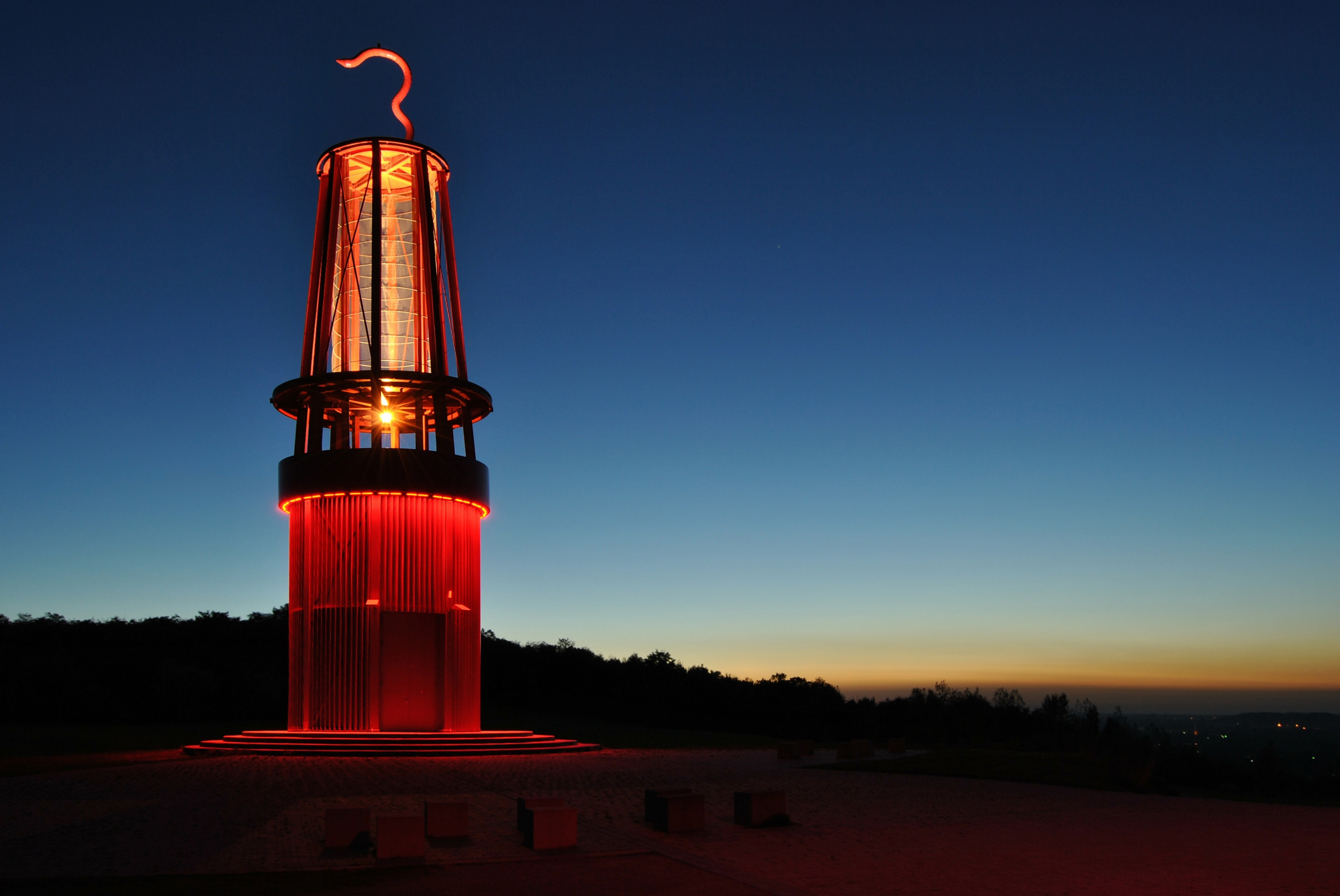
Panorama de Halde Rheinpreußen

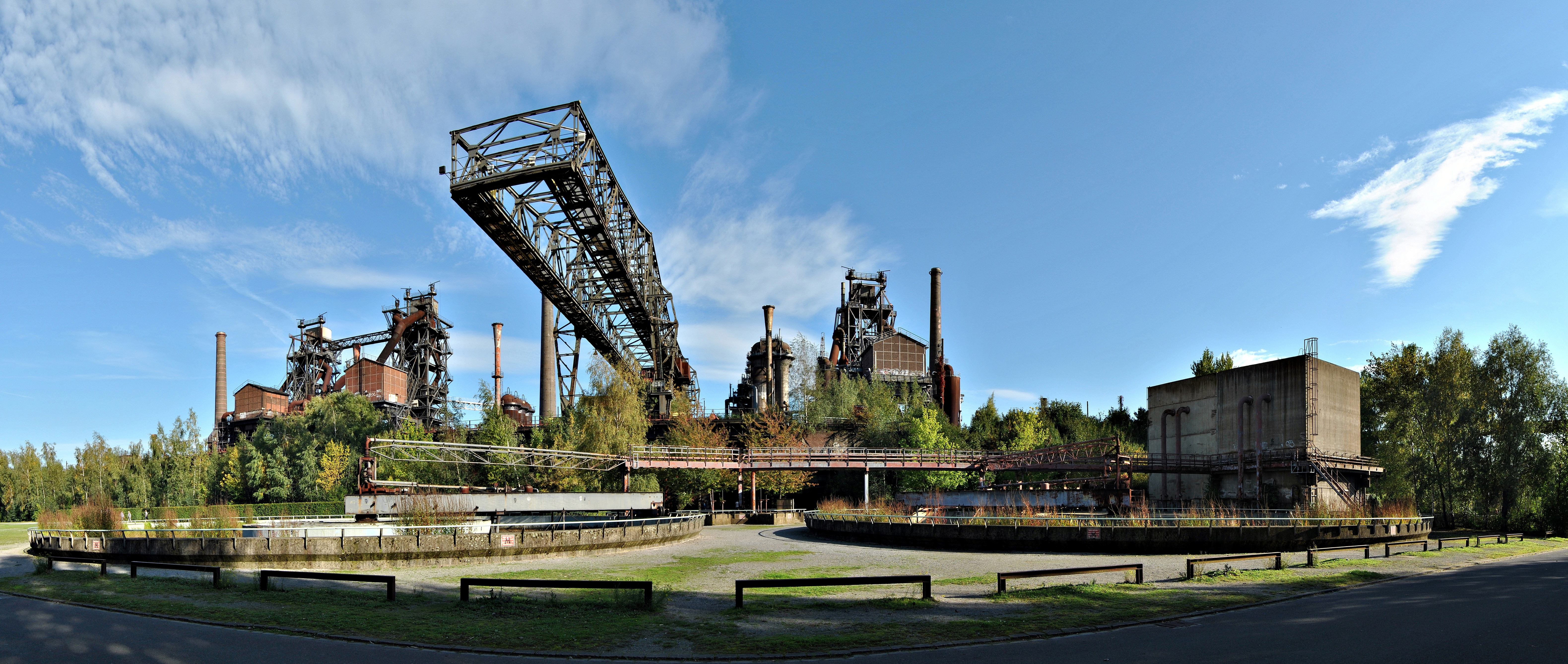
Landschaftspark Duisburg-Nord

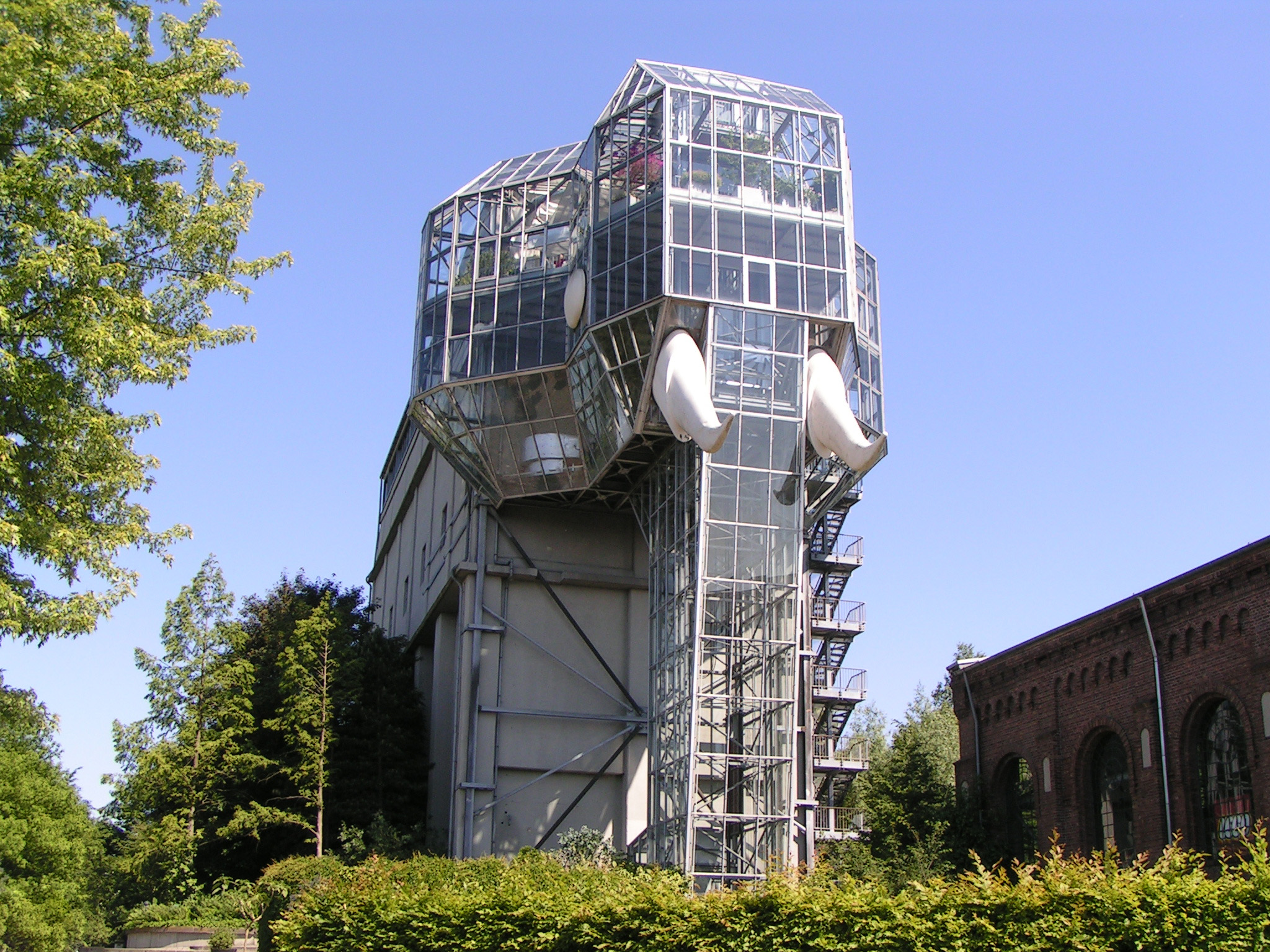
El elefante de vidrio en Hamm

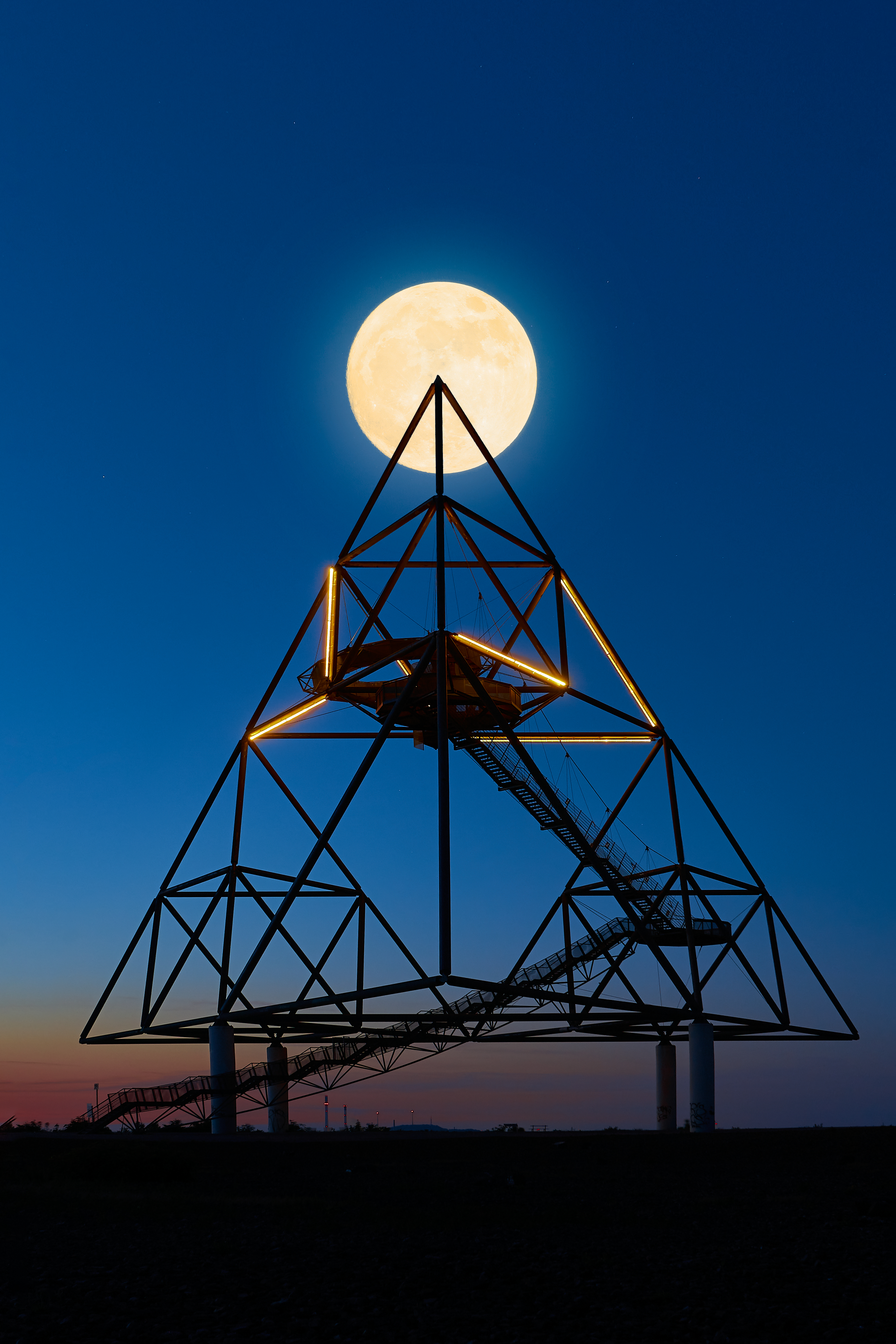
Tetraeder de Bottrop

La Ruta del Patrimonio Industrial del Ruhr (nombre original en alemán: Route der Industriekultur) es un sendero que conecta atracciones turísticas relacionadas con el patrimonio industrial situado en la región del Ruhr (Alemania). Es parte de la Ruta Europea del Patrimonio Industrial. El desarrollo de las rutas principales tuvo lugar entre 1989 y 1999, aunque con posterioridad se ha continuado añadiendo nuevos recorridos.

## La ruta
La red de senderos conecta museos y exposiciones que presentan la revolución industrial desde el siglo XIII en el área del Ruhr. Incluye 400 km de red de carreteras y unos 700 km de ciclovías.

## Puntos destacados
El itinerario cuenta con 52 atracciones principales, entren las que se pueden destacar las siguientes:
- Museo del Ferrocarril de Bochum Dahlhausen
- Museo Alemán de la Navegación Fluvial
- Villa Hügel
- Zeche Carl